# ドリーム・アーツ沖縄
株式会社ドリーム・アーツ沖縄は、かつて存在したWebシステム運用事業を主とする日本の企業。沖縄県に本社を置いていた。
2012年1月に株主変更に伴い社名を株式会社インデックス沖縄から株式会社ドリーム・アーツ沖縄に変更した。
2021年7月1日、株式会社ドリーム・アーツに吸収合併され解散。

## 沿革
- 2004年6月 - 株式会社インデックス沖縄設立
- 2005年6月 - 東京事務所設立
- 2005年6月 - 24時間運用コンタクトセンターを那覇に設立
- 2006年3月 - 沖縄県金融特区電子マネーコンソーシアムに参加
- 2007年4月 - 石垣営業所開設
- 2007年9月 - 那覇オフィス開設
- 2008年12月 - 情報セキュリティマネジメントシステム（ISMS）認証を取得
- 2009年5月 - 那覇泊BPOセンター開設
- 2010年3月 - 福岡オフィス開設
- 2010年6月 - 成都ウィナーソフトと 合弁会社ウィナーイン沖縄を設立
- 2012年1月 - 株式会社ドリーム・アーツが筆頭株主となり社名を株式会社インデックス沖縄から株式会社ドリーム・アーツ沖縄に変更
- 2019年10月 - ISMSクラウドセキュリティ認証を取得
- 2019年12月 - 株式会社ドリーム・アーツが100%子会社化
- 2021年7月 - 株式会社ドリーム・アーツに吸収合併され解散。

## 拠点
- 本社 - 沖縄県那覇市前島3-25-1
- 東京支店 - 東京都渋谷区恵比寿4-20-3
- 石垣オフィス - 沖縄県石垣市新栄町6-18

## 主な事業
- Webシステム運用事業
- クリエイティブ事業

## 関連企業
- 株式会社ドリーム・アーツ
- 夢創信息(大連)有限公司 (DAチャイナ)